# Myzus beybienkoi
Myzus beybienkoi är en insektsart. Myzus beybienkoi ingår i släktet Myzus och familjen långrörsbladlöss. Inga underarter finns listade i Catalogue of Life.